# Československo na Zimních olympijských hrách 1968
Československo na Zimních olympijských hrách v Grenoble v roce 1968 reprezentovalo 48 sportovců, z toho 7 žen. Nejmladším účastníkem byla krasobruslařka Liana Drahová (14 let, 285 dní), nejstarším pak sáňkař Horst Urban (31 let, 279 dní). Reprezentanti vybojovali 1 zlatou, 2 stříbrné a 1 bronzovou medaili. 

## Československé medaile
| Medaile | Jméno         | Sport           | Disciplína     |
| ------- | ------------- | --------------- | -------------- |
| Zlato   | Jiří Raška    | skoky na lyžích | střední můstek |
| Stříbro | Jiří Raška    | skoky na lyžích | velký můstek   |
| Stříbro | Družstvo ČSSR | lední hokej     | lední hokej    |
| Bronz   | Hana Mašková  | krasobruslení   | ženy           |

## Seznam všech zúčastněných sportovců
| Číslo | Jméno              | Pohlaví | Věk | Sport              |
| ----- | ------------------ | ------- | --- | ------------------ |
| 1     | Milan Pažout       | Muž     | 19  | Alpské lyžování    |
| 2     | Anna Mohrová       | Žena    | 23  | Alpské lyžování    |
| 3     | Jaroslav Janda     | Muž     | 25  | Alpské lyžování    |
| 4     | Ladislav Žižka     | Muž     | 22  | Biatlon            |
| 5     | Pavel Ploc         | Muž     | 24  | Biatlon            |
| 6     | Karel Štefl        | Muž     | 21  | Běh na lyžích      |
| 7     | Václav Peřina      | Muž     | 22  | Běh na lyžích      |
| 8     | Vít Fousek         | Muž     | 27  | Běh na lyžích      |
| 9     | Jan Fajstavr       | Muž     | 23  | Běh na lyžích      |
| 10    | Marie Víchová      | Žena    | 19  | Krasobruslení      |
| 11    | Bohunka Šrámková   | Žena    | 21  | Krasobruslení      |
| 12    | Jan Šrámek         | Muž     | 22  | Krasobruslení      |
| 13    | Ondrej Nepela      | Muž     | 17  | Krasobruslení      |
| 14    | Marián Filc        | Muž     | 19  | Krasobruslení      |
| 15    | Liana Drahová      | Žena    | 14  | Krasobruslení      |
| 16    | Peter Bartosiewicz | Muž     | 25  | Krasobruslení      |
| 17    | Hana Mašková       | Žena    | 18  | Krasobruslení      |
| 18    | Jan Suchý          | Muž     | 23  | Lední hokej        |
| 19    | František Ševčík   | Muž     | 26  | Lední hokej        |
| 20    | František Pospíšil | Muž     | 23  | Lední hokej        |
| 21    | Václav Nedomanský  | Muž     | 23  | Lední hokej        |
| 22    | Vladimír Nadrchal  | Muž     | 29  | Lední hokej        |
| 23    | Karel Masopust     | Muž     | 25  | Lední hokej        |
| 24    | Oldřich Machač     | Muž     | 21  | Lední hokej        |
| 25    | Jiří Kochta        | Muž     | 21  | Lední hokej        |
| 26    | Jan Klapáč         | Muž     | 26  | Lední hokej        |
| 27    | Jaroslav Jiřík     | Muž     | 28  | Lední hokej        |
| 28    | Jan Hrbatý         | Muž     | 26  | Lední hokej        |
| 29    | Josef Horešovský   | Muž     | 21  | Lední hokej        |
| 30    | Jiří Holík         | Muž     | 23  | Lední hokej        |
| 31    | Petr Hejma         | Muž     | 23  | Lední hokej        |
| 32    | Jan Havel          | Muž     | 25  | Lední hokej        |
| 33    | Jozef Golonka      | Muž     | 30  | Lední hokej        |
| 34    | Vladimír Dzurilla  | Muž     | 25  | Lední hokej        |
| 35    | Josef Černý        | Muž     | 28  | Lední hokej        |
| 36    | Roland Urban       | Muž     | 27  | Saně               |
| 37    | Horst Urban        | Muž     | 31  | Saně               |
| 38    | Oldřiška Hátlová   | Žena    | 24  | Saně               |
| 39    | Jan Hamřík         | Muž     | 27  | Saně               |
| 40    | František Halíř    | Muž     | 17  | Saně               |
| 41    | Dana Beldová       | Žena    | 17  | Saně               |
| 42    | Ladislav Rygl      | Muž     | 20  | Severská kombinace |
| 43    | Tomáš Kučera       | Muž     | 19  | Severská kombinace |
| 44    | František Rydval   | Muž     | 21  | Skoky na lyžích    |
| 45    | Zbyněk Hubač       | Muž     | 27  | Skoky na lyžích    |
| 46    | Rudolf Höhnl       | Muž     | 21  | Skoky na lyžích    |
| 47    | Ladislav Divila    | Muž     | 23  | Skoky na lyžích    |
| 48    | Jiří Raška         | Muž     | 27  | Skoky na lyžích    |